# Дружба народов (монумент, Ижевск)
«Дружба народов» (также употребляется название «Навеки с Россией», в народе называют — «Лыжи Кулаковой») — монумент, посвящённый 400-летию вхождения Удмуртии в состав России, открытый 26 июня 1972 года. Является узнаваемой достопримечательностью Ижевска и всей республики в целом.

## Описание
Высота монумента — 46 метров. Между двумя пилонами, символизирующими Удмуртию и Россию, располагается множество позолоченных металлических рельефов, изображающих жизнь рабоче-крестьянского народа.
Пилоны изготовлены из железобетона на ижевском предприятии «Промстройтрест». Сверху пилоны облицованы нержавеющей сталью. Горельефы, выполненные из кованой меди и покрытые позолотой, изготовлены на Экспериментальном скульптурно-производственном комбинате Московского отделения Художественного фонда РСФСР.
С лицевой стороны, обращённой к пруду, между пилонами размещены скульптурные композиции «Мир», «Труд» и «Равенство». С противоположной стороны между пилонами установлены рельефы с геральдическими символами Удмуртии и России. Нижний рельеф монумента изображает кузнеца, работающего у наковальни. Вторая композиция, изображающая воинов с оружием в руках, символизирует защиту русскими и удмуртами социалистического отечества в годы Гражданской и Великой Отечественной войн. Завершают полосу рельефов аллегорические женские фигуры Удмуртии и России, держащие над собой стяг. Для лучшего восприятия контуры рельефов выделены позолотой.
Автор композиции «Труд», изображающей кузнеца, — С. К. Кузьмин. Общая идея монумента, авторство остальных горельефов, включая элементы с надписями «СССР» и «Удмуртская АССР», принадлежит А. Н. Бурганову. Архитектор Р. К. Топуридзе разработал планировочную композицию, художники П. С. Семёнов и В. А. Табах участвовали в первоначальном проектировании.
Текст на монументе
На правом и левом пилонах, в нижней части на двух языках (русском и удмуртском) написана фраза «Слава великой братской дружбе русского и удмуртского народов».

## Расположение
Монумент расположен на берегу Ижевского пруда, к которому спускается широкая вымощенная жёлтым камнем лестница. С другой стороны к нему идёт пешеходная дорога, вымощенная плиткой и отходящая от Центральной площади Ижевска. Таким образом, монумент является начальным элементом центральной эспланады Ижевска.

## История
В 1958 году в рамках празднования 400-летия добровольного вхождения Удмуртии в состав России встал вопрос о сооружении монумента, который бы символизировал дружбу удмуртского и русского народов. В этот же год был заложен символический камень, который располагался в том месте, где сейчас находится Доска почёта на улице Пушкинской. 17 сентября 1969 года было подписано распоряжение Совета министров РСФСР № 2127-р, предписывавшее начать строительство монумента за счёт средств бюджета УАССР.
К проектированию монумента приступили лишь в конце 1960-х годов. Изначально предполагалось, что высота монумента составит 52 метра, и на нём будут изображены четыре скульптурные композиции: «Мир», «Труд», «Равенство» и «Современность». Но согласно требованиям авиации СССР на сооружениях выше 50 метров обязательно должны были стоять предупреждающие огни, которые портили бы общий вид сооружения. Поэтому решено было убрать один горельеф («Современность»), благодаря чему высота снизилась до 46 метров. Кроме того изначально в проект были включены две дополнительные невысокие стелы, которые составляли бы с монументом единое целое. Предполагалось, что они будут украшены цветными мозаиками из смальты, посвящёнными истории Удмуртии. Но, несмотря на то, что чертежи были утверждены в Москве, денег на сооружение стел в итоге не хватило.
В ходе проектирования художники на огромном полотне масляной краской нарисовали эскиз монумента — получился так называемый «примерочный макет». 12 июня 1970 года полотно подняли над землёй с помощью вертолёта. Чиновники посмотрели на него с земли и тогда уже утвердили эскиз окончательно.
Возведение монумента обошлось в 347,8 тысячи советских рублей.
Среди жителей города монумент получил неофициальное прозвище «Лыжи Кулаковой», так как по форме напоминает поставленную вертикально пару лыж и был открыт вскоре после того, как прославленная лыжница, ижевчанка Галина Кулакова завоевала три золотых медали в лыжных гонках на Олимпиаде в Саппоро. Сама Кулакова положительно отнеслась к этому «прозвищу».
Вместе с музеем М. Т. Калашникова, автоматом Калашникова,  Свято-Михайловским собором и резиденцией Главы Удмуртии монумент номинировался от Ижевска на конкурс «Семь чудес России», проходивший в 2007 году.
В 2008 году к празднованию 450-летия добровольного вхождения Удмуртии в состав Российского государства была проведена реконструкция монумента и окружающей его площади, появилась подсветка памятника в тёмное время суток, а его изображение, обёрнутое во флаги России и Удмуртии, стало центральной частью эмблемы празднования этого юбилея. А также вошло в логотип празднований по случаю 250-летнего юбилея со дня основания Ижевска.

## Галерея

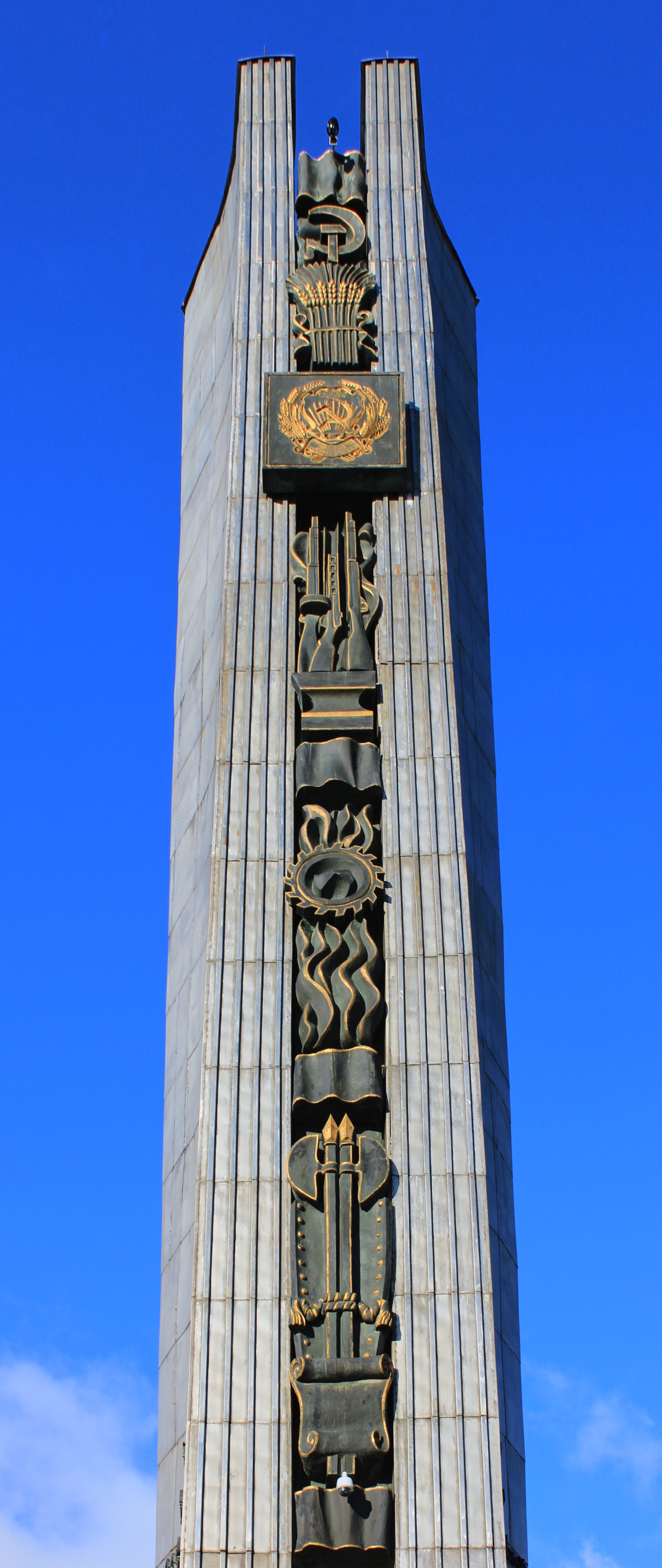
Рельефы с восточной стороны
Лицевая (западная) сторона
Скульптурная композиция «Труд»
Скульптурная композиция «Мир»
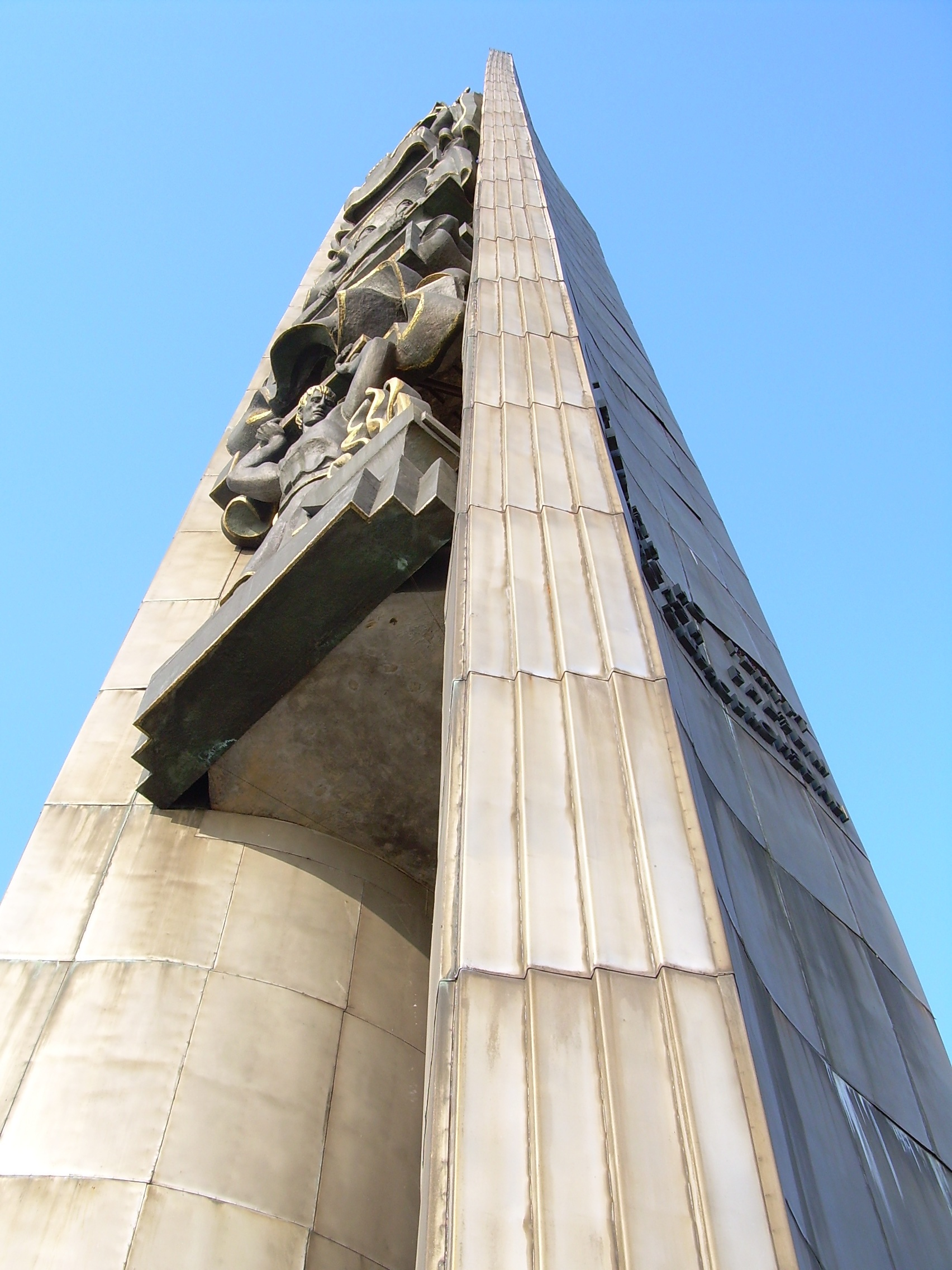
Вид снизу вверх
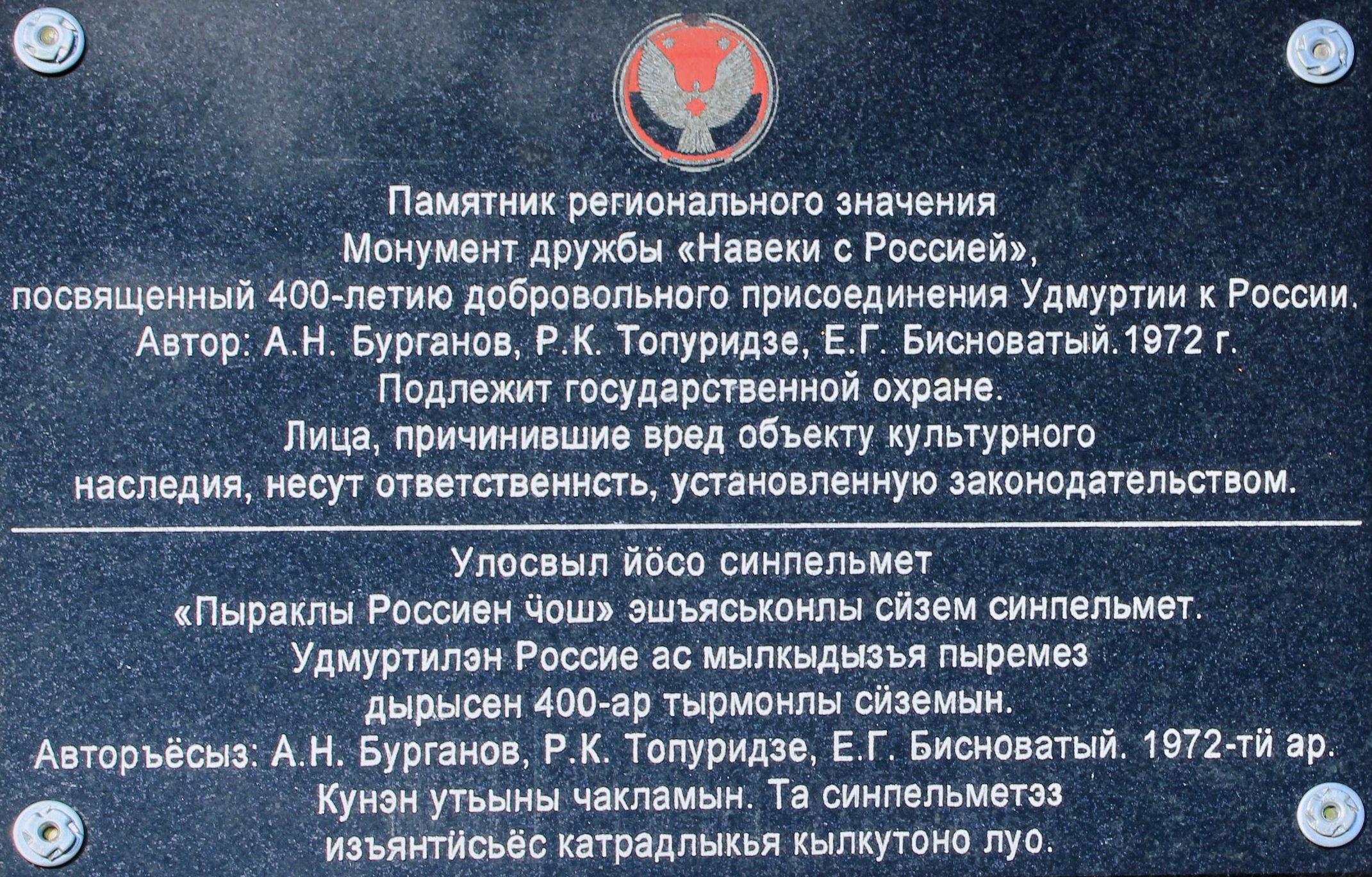
Табличка на монументе
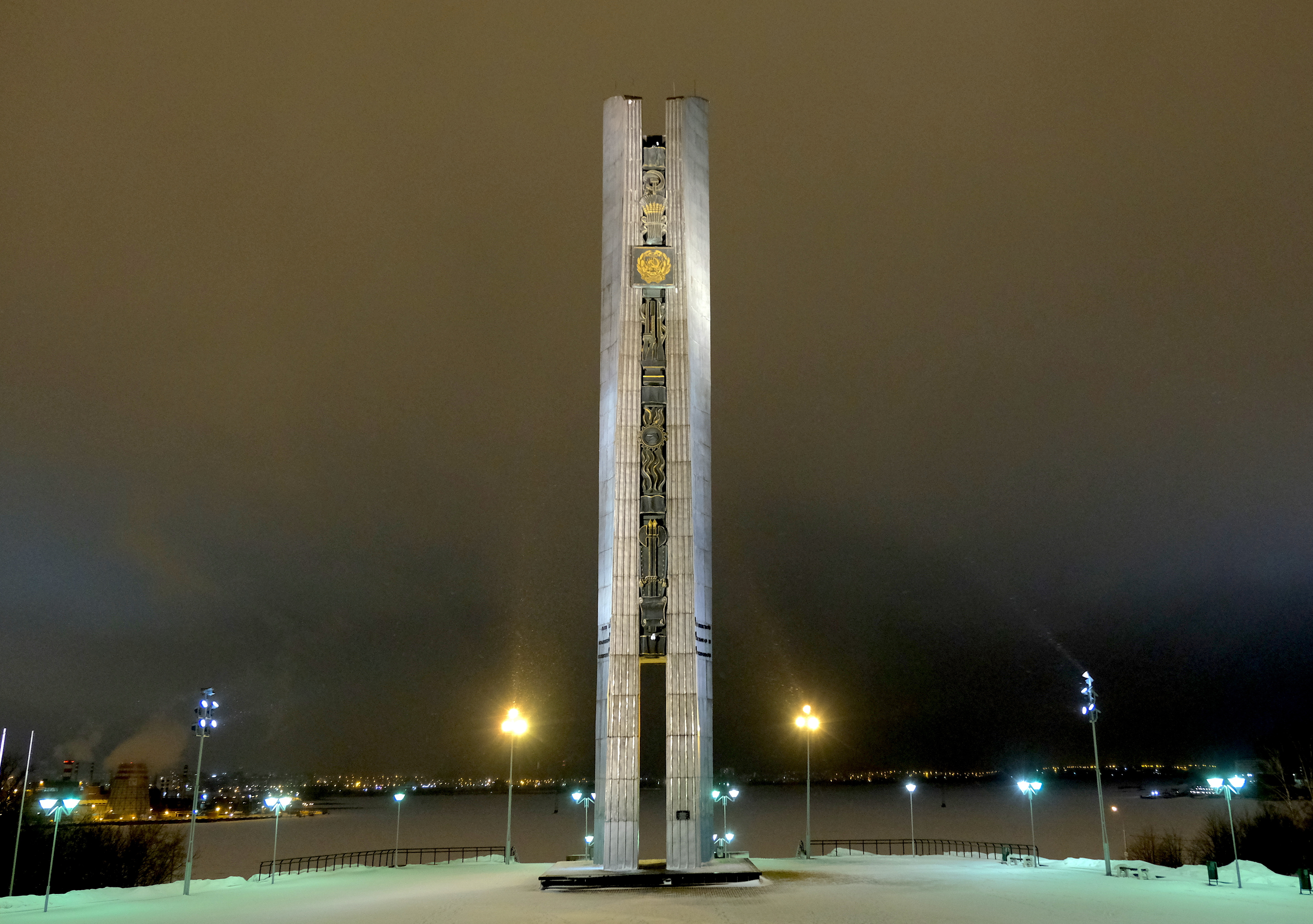
Ночной вид
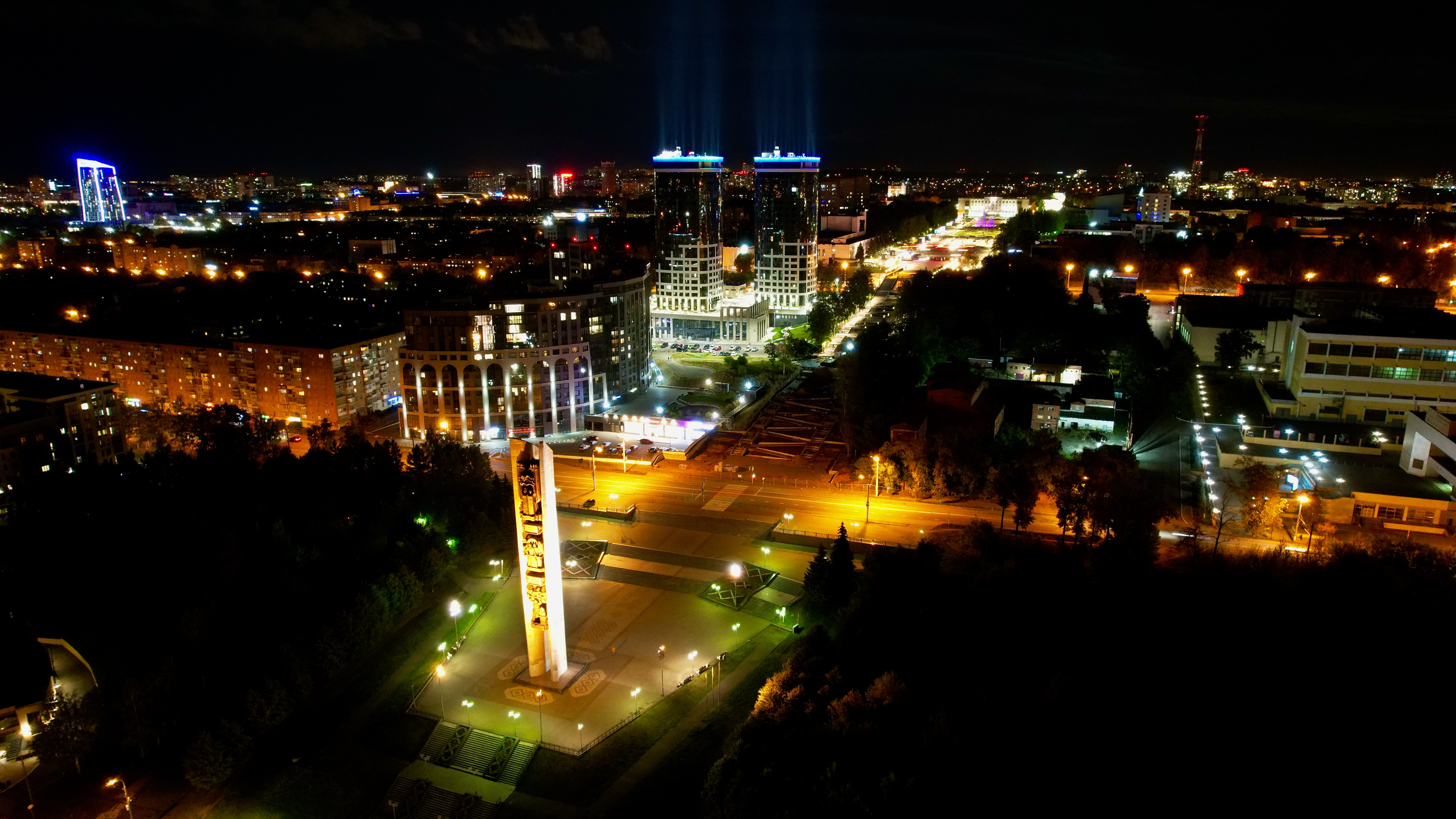
Ночной вид
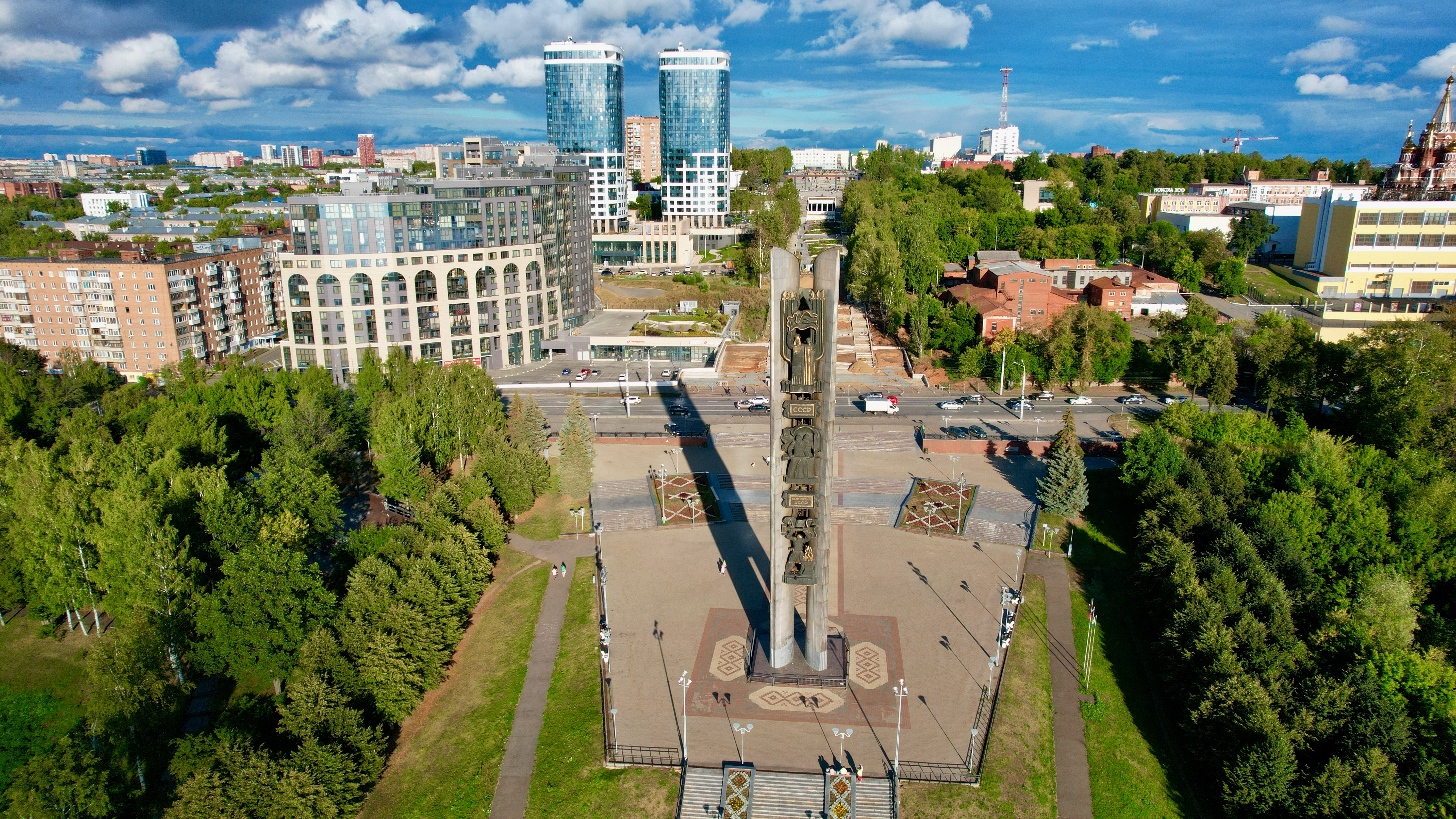
Вид с высоты
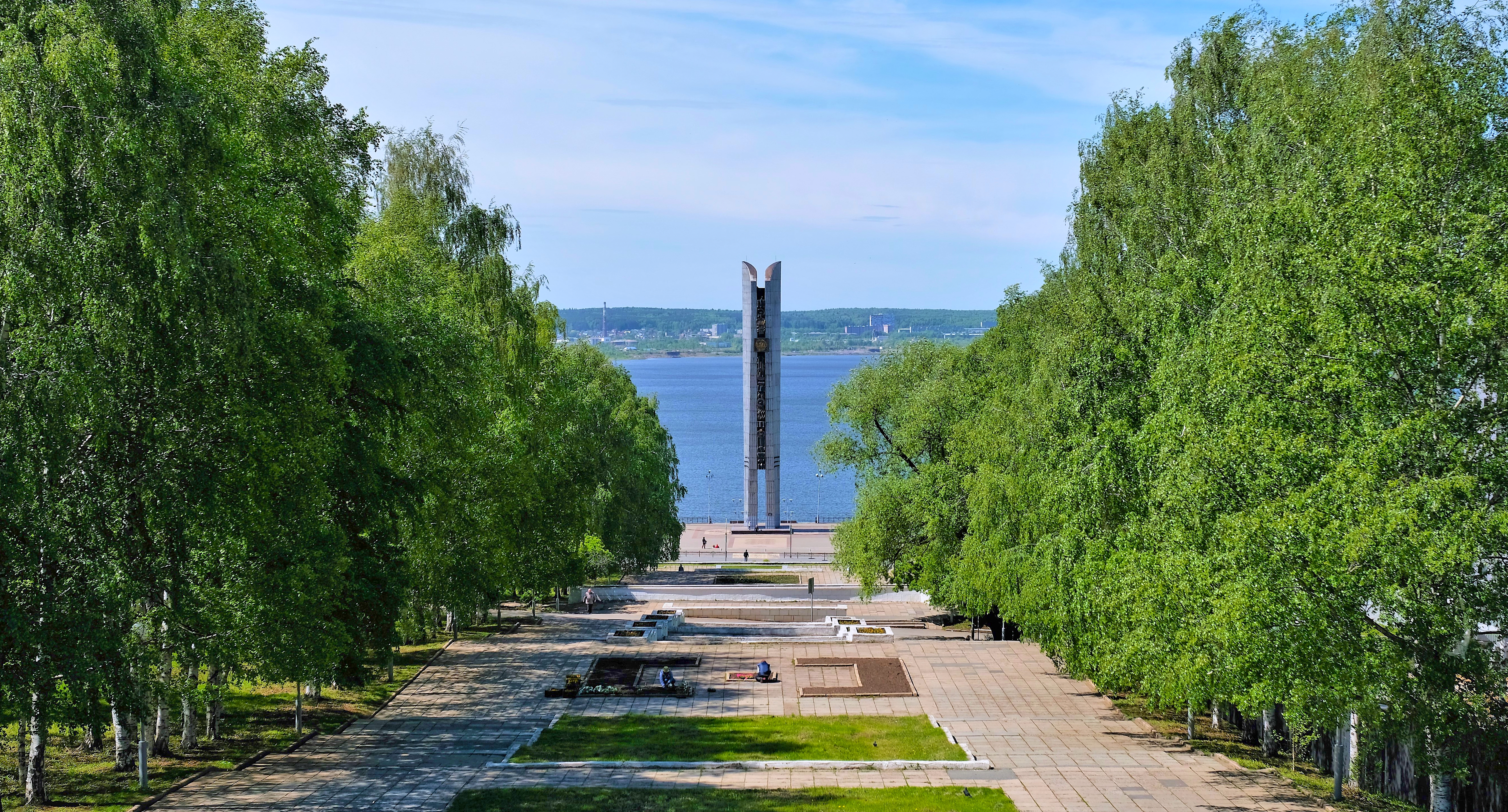
Вид на монумент с улицы К. Маркса
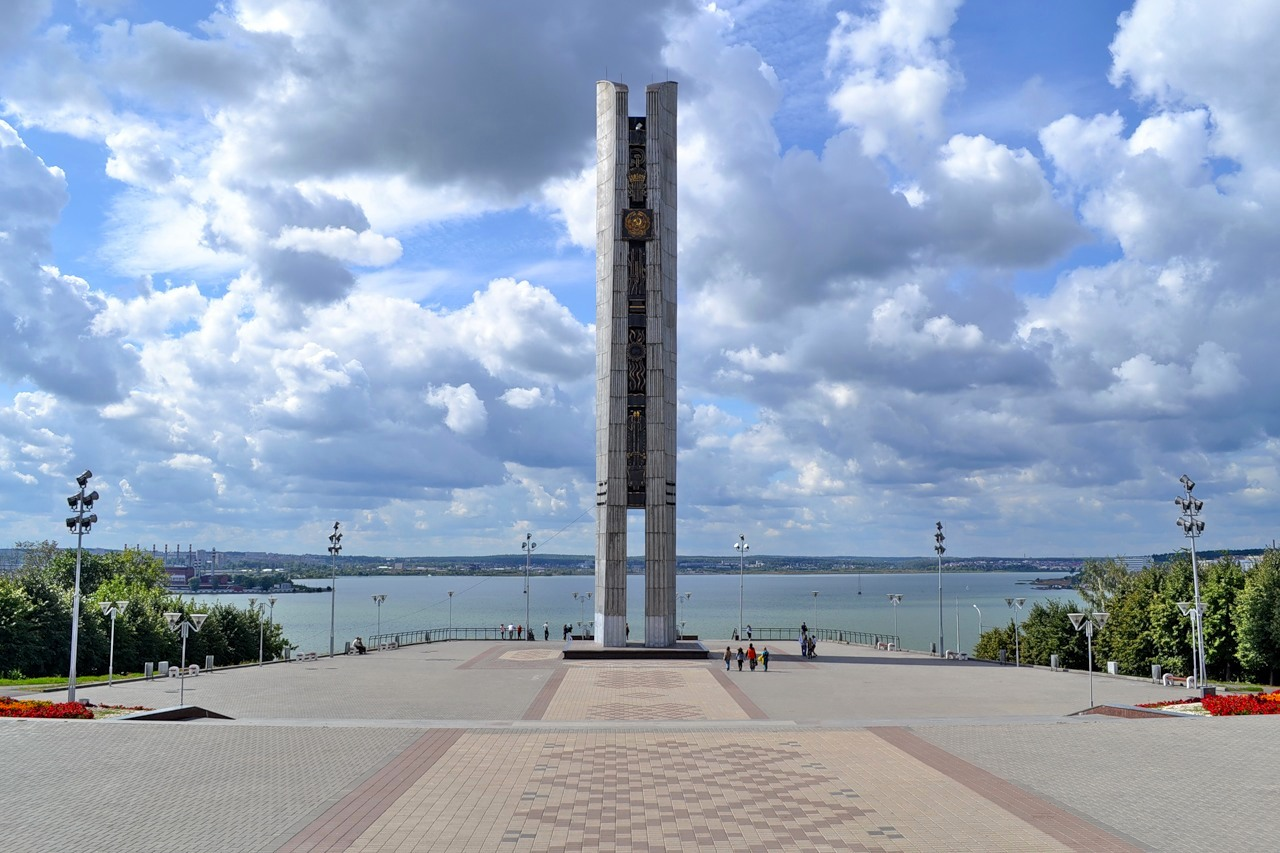
Вид на монумент с улицы М. Горького
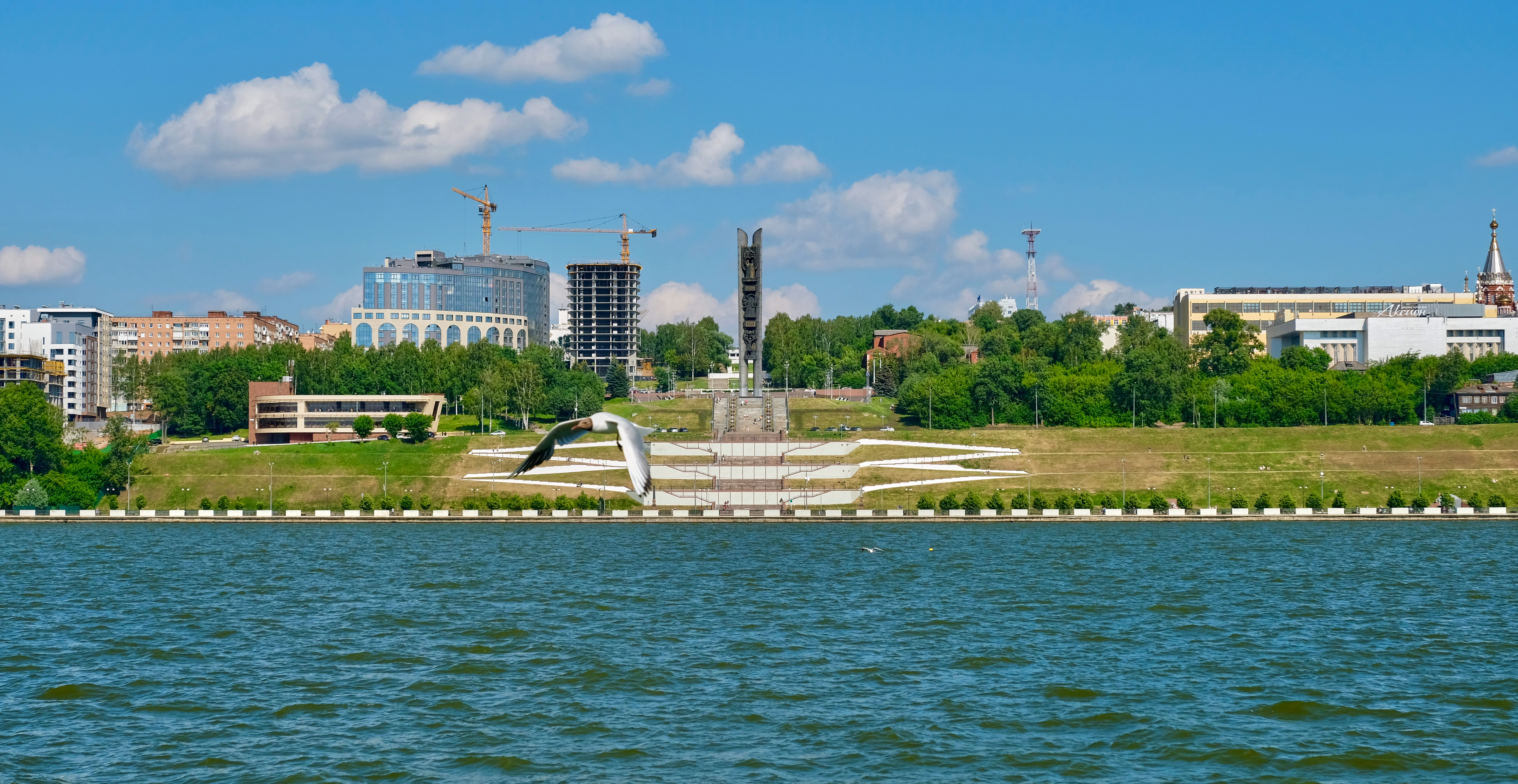
Вид из акватории пруда